# Bayecourt
Bayecourt település Franciaországban, Vosges megyében. Lakosainak száma 234 fő (2022. január 1.). Bayecourt Villoncourt, Badménil-aux-Bois, Dignonville, Domèvre-sur-Durbion és Thaon-les-Vosges községekkel határos.

## Népesség
A település népességének változása:
| Lakosok száma | 271  | 262  | 265  | 255  | 252  | 250  | 246  | 238  | 234  |
|               | 2013 | 2015 | 2016 | 2017 | 2018 | 2019 | 2020 | 2021 | 2022 |